# قائمة لاعبي كرة القدم الدوليين الفلسطينيين المولودين خارج فلسطين
هذه قائمة بلاعبي كرة القدم الذين مثلوا المنتخب الوطني الفلسطيني لكرة القدم في كرة القدم الدولية والذين ولدوا خارج دولة فلسطين. تتضمن هذه القائمة اللاعبين الذين يحملون الجنسية الفلسطينية المزدوجة و/أو أصبحوا مواطنين فلسطينيين متجنسين. ترتيب اللاعبين حسب بلد الميلاد في العصر الحديث وهم على النحو التالي:

### الأرجنتين
- بابلو عبد الله [1]
- دانيال مصطفى[2]
- أليخاندرو نايف [3]
- كارلوس سالوم [4]

### تشيلي
- إدجاردو عبد الله
- خواكين عبد الله
- فرانسيسكو أتورا
- باتريسيو أسيفيدو
- روبرتو بشارة [5]
- جوناثان كانتيلانا
- كريستيان دوران [6] [5]
- ياشير إسلامي
- ماتياس جادو
- روبرتو كيتلون
- هيرنان مدريد
- نيستور ناربونا [5]
- أليكسيس نورامبوينا
- برونو بيسكي
- ماركوس ريفو [5]
- بابلو تامبوريني
- ليوناردو زامورا [5]
- نيكولاس زيدان [7]

### مصر
- رمزي صالح
- محمد سمارة

### فلسطين
- عاطف أبو بلال
- علاء أبو صالح
- حسام أبو صالح
- صالح شحادة
- محمد درويش
- هيثم ذيب
- علي الخطيب
- رامي حمادة
- أحمد حربي
- عبدالله جابر
- شادي شعبان
- محمود يوسف
- فادي زيدان
- لقمان عاشور

### الكويت
- ماجد أبو سيدو
- محمد المصري
- عمر جارون

### لبنان
- وسيم عبد الهادي

### باراغواي
- خافيير كوهين

### سلوفينيا
- جاكا إحبيشة

### السويد
- محمود عيد
- ميشيل ترمانيني
- عماد زاتارا
- عمر فرج
- آدم كايد
- أسعد الحملاوي

### سوريا
- عمر خليل

### الولايات المتحدة
- نظمي البدوي
- أحمد القاق
- علي القاق

### الدنمارك
- وسام أبو علي

## قائمة البلدان
| بلد الميلاد      | المجموع |
| ---------------- | ------- |
| تشيلي            | 13      |
| فلسطين           | 13      |
| الأرجنتين        | 4       |
| الولايات المتحدة | 3       |
| الكويت           | 3       |
| السويد           | 3       |
| مصر              | 2       |
| لبنان            | 1       |
| باراغواي         | 1       |
| سلوفينيا         | 1       |
| سوريا            | 1       |